# Tagoropsis nzoiana
Tagoropsis nzoiana är en fjärilsart som beskrevs av Stoneham 1933. Tagoropsis nzoiana ingår i släktet Tagoropsis och familjen påfågelsspinnare. Inga underarter finns listade i Catalogue of Life.